# Hélène de Saint Lager
Hélène de Saint Lager, de son nom de jeune fille Cogombles, née le 22 mai 1957  à Paris, est une artiste et sculpteur française.

## Biographie
Modiste de formation, Hélène de Saint Lager s'est par la suite initiée aux métiers d'art en se formant à la sculpture, au moulage puis au travail du métal et de la résine.
Elle compte parmi ses créations les lustres contemporains réalisés à la demande de Jacques Garcia pour le restaurant l'Institution à Lyon.